# William A. Stone
William Alexis Stone, född 18 april 1846 i Wellsboro i Pennsylvania, död 1 mars 1920 i Philadelphia i Pennsylvania, var en amerikansk republikansk politiker. Han var ledamot av USA:s representanthus 1891–1898 och Pennsylvanias guvernör 1899–1903.
Stone studerade juridik och inledde 1870 sin karriär som advokat i Wellsboro. Han var distriktsåklagare för Tioga County 1874–1876 och federal åklagare 1880–1886.
1891 efterträdde Stone Thomas McKee Bayne som kongressledamot och efterträddes 1898 av William Harrison Graham. 1899 efterträdde han Daniel H. Hastings som Pennsylvanias guvernör och efterträddes 1903 av Samuel W. Pennypacker.
Stone avled 1920 i Philadelphia och gravsattes på Wellsboro Cemetery i Wellsboro.